# Birgha Archale
Birgha Archale – gaun wikas samiti w zachodniej części Nepalu w strefie Gandaki w dystrykcie Syangja. Według nepalskiego spisu powszechnego z 2001 roku liczył on 1107 gospodarstw domowych i 5936 mieszkańców (3242 kobiet i 2694 mężczyzn).